# Scutaru, Bacău
Scutaru este un sat în comuna Mănăstirea Cașin din județul Bacău, Moldova, România.